# Bayan Tal, Bairins högra baner
Bayan Tal (kinesiska: 巴彦塔拉, 巴彦塔拉苏木) är en socken i Kina. Den ligger i den autonoma regionen Inre Mongoliet, i den norra delen av landet, omkring 670 kilometer nordost om regionhuvudstaden Hohhot.
Genomsnittlig årsnederbörd är 537 millimeter. Den regnigaste månaden är juni, med i genomsnitt 159 mm nederbörd, och den torraste är december, med 3 mm nederbörd.